# Christophe Cuvillier
Pour les articles homonymes, voir Cuvillier.
Christophe Cuvillier, né le 5 décembre 1962 à Etterbeek (Belgique), est un chef d’entreprise français, président du directoire d'Unibail-Rodamco de 2013 à juin 2018, et d'Unibail-Rodamco-Westfield de juin 2018 à décembre 2020.

## Biographie

### Études
Christophe Cuvillier est diplômé de HEC, promotion 1984. Il a également étudié à l’Escuela superior de administración y dirección de empresas à Barcelone, puis à l’université de Berkeley aux États-Unis.

### Carrière

#### 1986-2000: Lancôme, Groupe L’Oréal
En 1986, Christophe Cuvillier fait ses débuts chez la marque Lancôme, alors détenue par le groupe L'Oréal. Dès 1988, il devient directeur du marketing Grande-Bretagne à Londres puis directeur de la coordination Europe. En 1992, il devient directeur général Grande-Bretagne, et en 1993, d'Austrabelle (parfums et beauté) à Sydney.
En 1995, Christophe Cuvillier devient directeur du marketing international de Lancôme puis directeur général France de 1995 à 1998 avant de terminer directeur général de L’Oréal parfums et beauté France jusqu’en 2000,.

#### 2000-2011: le Groupe PPR
En 2000, Christophe Cuvillier entre dans le groupe PPR en qualité de directeur général marketing et produits de la Fnac,. En 2003, il change de poste et devient directeur général international Filiales et Développement avant de devenir président de Surcouf de 2004 à 2005. En 2005, il est nommé président-directeur général de Conforama  puis de la Fnac en 2008, et ce jusqu’à 2011, en succédant à Denis Olivennes.

#### 2011-2020: Unibail-Rodamco
Christophe Cuvillier entre dans le groupe Unibail-Rodamco en 2011 comme directeur général des opérations,. Le 25 avril 2013, il devient le président du directoire d’Unibail-Rodamco en succédant à Guillaume Poitrinal qui dirigeait le groupe depuis 2005. La même année, Christophe Cuvillier lance UR Lab, un incubateur intégré au Groupe, faisant travailler 10 collaborateurs sur l'innovation numérique, produit et marketing pour les centres commerciaux .  Christophe Cuvillier crée des termes marketing pour moderniser l'image et favoriser le développement des centres commerciaux Unibail :  « centre 4 étoiles » pour ceux répondant à des critères prédéfinis de qualité des services proposés,  « dining experience » (plus grande importance donnée à la restauration dans les centres commerciaux) ; et plaide pour le démarchage de nouvelles enseignes pour augmenter la fréquentation des centres.
En octobre 2020, la stratégie de Christophe Cuvillier est prise à partie par les actionnaires Léon Bressler et Xavier Niel dans la perspective de l'assemblée générale d'Unibail-Rodamco-Westfield. Il lui est reproché l'acquisition de Westfield considérée comme hasardeuse et à un prix trop élevé. La sanction du marché a été considérable : en décembre 2017 l'action valait 224,10 € et deux ans plus tard 125 €.
Lors de l'assemblée générale du 10 novembre 2020, l'augmentation de capital proposée par la direction n'est pas validée par la majorité des deux tiers nécessaire et les actionnaires contestataires obtiennent trois sièges au conseil de surveillance.
Le 18 novembre, le conseil de surveillance nomme Jean-Marie Tritant président du directoire en remplacement de Christophe Cuvillier à compter du 1er janvier 2021.

## Distinctions
- Chevalier de la Légion d'honneur (2007)[15]

## Vie privée
Christophe Cuvillier est marié et père de trois enfants. Son père, Philippe Cuvillier, était ambassadeur de France.